# Giovani Democratici
Giovani Democratici (GD) è l'organizzazione giovanile del Partito Democratico; ne accoglie gli iscritti fino al compimento dei 30 anni. È nata nel 2008 dalla fusione tra Sinistra Giovanile, organizzazione giovanile del Partito Democratico della Sinistra prima e dei Democratici di Sinistra poi, e dei Giovani della Margherita, giovanile de La Margherita.

## Storia
Viene ufficialmente costituita il 21 novembre 2008 contestualmente alle elezioni primarie per le Costituenti nazionale e regionali del movimento. Le consultazioni sono aperte ai giovani di età compresa tra i 14 e i 29 anni.
Fino all'elezione dell'Assemblea Nazionale venne istituito un Comitato Promotore Nazionale con il compito di coordinare la fase costituente dell'organizzazione. A norma del Regolamento per le Primarie della Costituente dell'Organizzazione Giovanile del Partito Democratico il Comitato era convocato e presieduto da un dirigente del Partito Democratico. Vennero inoltre istituiti comitati promotori in ogni regione al fine di coordinare lo svolgimento delle elezioni primarie dell'organizzazione in ciascuna regione.
Nelle elezioni primarie Fausto Raciti ha vinto con il 77% (93.686 voti). Giulia Innocenzi ha ottenuto il 10% (12.126 voti), Dario Marini il 7% (8.149 voti) e Salvatore Bruno il 6% (7.662 voti).
Il 20 dicembre 2008 a Roma si è tenuta la prima Assemblea Costituente Nazionale del movimento, seguita da una seconda Assemblea il 15 marzo 2009 a Rho (Milano). In questo primo momento è stata definita la struttura organizzativa e sono stati eletti i principali organi.
Al I Congresso del 2012, Fausto Raciti è stato confermato segretario nazionale con l'83% delle preferenze. Tuttavia la fase congressuale è stata caratterizzata da uno scontro molto acceso tra i due candidati Fausto Raciti e Brando Benifei, nonostante fosse un congresso a tesi e non a mozioni.
Dal 20 luglio 2014, con le dimissioni del Segretario Raciti, il Coordinatore nazionale è diventato Andrea Baldini.
Nelle elezioni Primarie Nazionali del 12 e 13 Marzo del 2016 (l'affluenza è stata superiore al 60% e hanno votato 25.443 aventi diritto, quasi -100.000 rispetto però alle Primarie 2008), il candidato con più voti è stato il responsabile nazionale Formazioni e Diritti Civili dei GD della Segreteria Baldini, Mattia Zunino, appoggiato dal Coordinatore uscente Baldini e tra gli altri dall'associazione politico-culturale FutureDem, con l'81% delle preferenze (20.370) mentre il coordinatore della Federazione degli Studenti, Dario Costantino, appoggiato dall'ex Segretario Raciti e, in parte, dalle studentesche (FDS e RUN), ha ottenuto il 17% (5.703) nonostante si fosse ritirato durante il voto a seguito di alcune polemiche venutesi a creare all'interno della sfida elettorale.
Successivamente durante il II Congresso Nazionale che si è tenuto a Roma il 19 ed il 20 marzo 2016 i delegati nazionali hanno eletto Mattia Zunino nuovo Segretario Nazionale dei GD.
L'elezione congressuale del nuovo segretario del 2020 è sospesa in attesa della convalida dell'attribuzione di voti tra Caterina Cerroni e Raffaele Marras. Il 1º luglio 2021 Cerroni e Marras vengono indicati come Coordinatori Nazionali per 7/8 mesi prima di un altro congresso per rifondare il partito e cambiare statuto.
il 17 dicembre 2022, dopo pochi mesi dalla sconfitta elettorale alle elezioni politiche, i coordinatori nazionali indicono "Politeia" con lo scopo di apportare contributo al congresso nazionale del Partito Democratico e di lanciare la campagna di tesseramento 2022-2023. Inoltre, viene anche annunciata la previsione della partenza di un percorso congressuale per il mese di marzo 2023, subito dopo la chiusura del congresso del Partito Democratico.
A seguito del mancato avvio del percorso congressuale, a Roma il 28 maggio 2023 viene annunciata la candidatura di Tommaso Sasso con la piattaforma "Nuovi Orizzonti", dell'ex segretario dei Giovani Democratici dell'Abruzzo, Claudio Mastrangelo, il 4 ottobre 2023, e quella del consigliere regionale lombardo, Paolo Romano.

### Organizzazione universitaria
Nel 2010 i GD hanno presentato alle elezioni per il CNSU, nella circoscrizione Sud, la lista Rete Universitaria Italiana, eleggendo un proprio rappresentante. Successivamente viene costituita l'associazione Rete Universitaria Nazionale, sostenuta dai GD e inizialmente dalla Federazione dei Giovani Socialisti, la quale si presenta alle elezioni per il CNSU del 2013 e del 2016 insieme all'Unione degli Universitari. RUN confluisce, nel 2019, nell'associazione Primavera degli Studenti.

#### Risultati al CNSU
| Circoscrizione I: Nord Est | Lista      | Voti   | %     | Seggi |
| 2010                       | –          | –      | –     | –     |
| 2013                       | UDU-RUN-LI | 16.430 | 45,51 | 3     |
| 2016                       | UDU-RUN-LI | 7.994  | 32,70 | 2     |
| 2019                       | PdS-SU-RUN | 2.183  |       | 0     |
| 2022                       | PdS-SU     | 2.229  |       | 0     |

| Circoscrizione II: Nord Ovest | Lista      | Voti  | %     | Seggi |
| 2010                          | –          | –     | –     | –     |
| 2013                          | UDU-RUN-LI | 6.283 | 23,47 | 2     |
| 2016                          | UDU-RUN-LI | 4.673 | 19,16 | 1     |
| 2019                          | Unisì-PdS  | 2.543 |       | 1     |
| 2022                          | PdS-Unisì  | 2.593 |       | 1     |

| Circoscrizione III: Centro | Lista      | Voti  | %     | Seggi |
| 2010                       | –          | –     | –     | –     |
| 2013                       | UDU-RUN-LI | 9.795 | 26,09 | 2     |
| 2016                       | UDU-RUN-LI | 8.323 | 31,67 | 2     |
| 2019                       | UDU-PdS-SU | 9.949 |       | 3     |
| 2022                       | PdS        | 2.964 |       | 1     |

| Circoscrizione IV: Sud | Lista      | Voti   | %     | Seggi |
| 2010                   | RUI        | 7.683  | 3,8   | 1     |
| 2013                   | RUN-SdS    | 11.079 |       | 1     |
| 2016                   | UDU-RUN-LI | 17.078 | 20,23 | 2     |
| 2019                   | UDU-RUN-LI | 16.715 |       | 2     |
| 2022                   | PdS        | 8.549  |       | 1     |

| Totale nazionale | Voti   | %     | Seggi |
| 2010             | 7.683  | 3,8   | 1     |
| 2013             | 43.587 |       | 8     |
| 2016             | 38.068 | 23,86 | 7     |
| 2019             | 34.090 |       | 6     |
| 2022             | 16.335 | 12,1  | 3     |

## Leadership

### Segretari
- Fausto Raciti (21 novembre 2008 – 20 luglio 2014)
- Andrea Baldini (20 luglio 2014 – 20 marzo 2016)
- Mattia Zunino (20 marzo 2016 – 1º luglio 2021)

### Coordinatori
- Caterina Cerroni & Raffaele Marras[23] (1º luglio 2021 – decaduti)
  - Lorenzo Innocenzi (commissario ad acta; dal 31 luglio 2025)[24]

## Assemblea Costituente e Congressi nazionali
- I Assemblea Costituente Nazionale. Roma, 20 dicembre 2008.
- II Assemblea Costituente Nazionale. Milano, 15 marzo 2009.
- I Congresso Nazionale - "E se oggi toccasse a te cambiare la storia?" Siena, 24 marzo 2012
- II Congresso Nazionale - "Siamo pronti!" Roma, 19-20 marzo 2016
- III Congresso Nazionale, 25 luglio-9 agosto 2020

## Feste nazionali
Annualmente i GD organizzano la Festa Nazionale dei Giovani Democratici. Ecco l'elenco delle Feste nazionali annuali:
- 2009, 8-12 luglio: "I Festa Nazionale dei Giovani Democratici". Marinella di Sarzana (SP).
- 2010, 27 luglio-1º agosto: "II Festa Nazionale dei Giovani Democratici - Nessun dorma". Torre del Lago Puccini (LU).
- 2011, 1°-4 settembre: "III Festa Nazionale dei Giovani Democratici - L'Italia s'è desta". Torino, Parco Ruffini.
- 2012, 25-29 luglio: "IV Festa Nazionale dei Giovani Democratici - L'Europa che vorrei". Acciaroli di Pollica (SA), Porto di Acciaroli.
- 2013, 12-15 settembre: "V Festa Nazionale dei Giovani Democratici - Al lavoro". Roma, Circolo degli Artisti.
- 2014, 5-7 settembre: "VI Festa Nazionale dei Giovani Democratici - Ritorno al Futuro". Bologna, Parco Nord.
- 2015, 4-6 settembre: "VII Festa Nazionale dei Giovani Democratici - Romantici per definizione". Milano, Giardini "Indro Montanelli".
- 2016, 9-11 settembre: "VIII Festa Nazionale dei Giovani Democratici - Eppure il vento soffia ancora". Catania, Giardino Bellini.
- 2017, 2-4 settembre: "IX Festa Nazionale dei Giovani Democratici (Parte Prima) - Le mani ferme sul timone e gli occhi alle stelle". Palinuro (SA), Antiquarium.
- 2017, 23-24 settembre: "IX Festa Nazionale dei Giovani Democratici (Parte Seconda) - Però non la sopporto la gente che non sogna". Imola (BO), Parco del Lungofiume.
- 2018, 19-22 luglio: "X Festa Nazionale dei Giovani Democratici - Con ancora maggiore passione". Gallipoli (LE)[25].
- 2019, 6-7 settembre: "XI Festa Nazionale dei Giovani Democratici - Apollo XI, verso nuove frontiere". Ravenna, Pala De André.
- 2020, Annullato causa Pandemia di COVID-19.
- 2021, 11-12 settembre: "XII Festa Nazionale dei Giovani Democratici - Abbiamo un piano: andare Forte". Bologna, Parco Nord.